# Ramlat al-Sab`atayn
Ramlat al-Sab`atayn je pustinja na sjevero-zapadu Jemena koja se širi preko granice na jug Saudijske Arabije. Prostire od visoravni Hadramaut te se blago spušta prema sjeveru i spaja s pustinjom Rub' al Khali.
Teren pustinje je depresija, prošarana dinama i pokriva područje od oko 96.5 do 241 km, otprilike 10.000 km². To područje uključuje onaj kraj kojeg su srednjovjekovni Arapski geografi zvali Sajhad. On je uključivao dijelove muhafaza al-Džaufa, Mariba i Šabve, te jugozapadne dijelove saudijske pokrajine Najran.

## Vanjske poveznice
- Fotografije Jacka Jacksona  Arhivirana inačica izvorne stranice od 1. studenoga 2009. (Wayback Machine)
- Confluence degree project, fotografije iz pustinje